# Old Hag You Have Killed Me
Old Hag You Have Killed Me è il secondo album della The Bothy Band, pubblicato dalla Mulligan Records (e dalla Polydor Records) nel 1976. Il disco fu registrato al Rockfield Studios (Galles) nel luglio del 1976.

## Tracce
Brani tradizionali, arrangiamenti della The Bothy Band
Lato A
1. Music in the Glen – 3:17
2. Fionnghuala – 1:25
3. The Kid on the Mountain – 3:41
4. Farewell to Erin – 3:18
5. Tiochfaidh An Samhradh (Summer Will Come) – 3:27
6. The Laurel Tree – 3:15

Lato B
1. 16 Come Next Sunday – 2:56
2. Old Hag You Have Killed Me – 4:10
3. Calum Sgaire – 3:24
4. The Ballintore Fancy – 3:30
5. The Maid of Coolmore – 5:35
6. Michael Gorman's – 4:11

Edizione italiana LP pubblicato dalla Mulligan Records
Brani tradizionali, arrangiamenti The Bothy Band
1. Music in the Glen (4 Reels) – 3:20
2. Fionnghuala – 1:28
3. Medley – 3:21
4. Farewell to Erin (Reel) – 3:34
5. The Maid of Coolmore – 5:37
6. Medley – 4:13
7. 16 Come Next Sunday – 2:59
8. Medley – 4:15
9. Calum Sgaire – 3:29
10. Medley – 3:45
11. Tiochfaidh An Samhradh (Summer Will Come) – 3:29
12. Medley – 3:16

## Musicisti
- Donal Lunny - bouzouki, chitarra, bodhrán, voce
- Micheál Ó Domhnaill - chitarra, voce
- Matt Molloy - flauto, fischietto (tin whistle)
- Paddy Keenan - cornamuse (uilleann pipes), fischietti (tin whistle) e (low whistle)
- Kevin Burke - fiddle
- Triona Ni Domhnaill - clavinet, harmonium, voce